# Gestus
Gestus és una tècnica d'actuació desenvolupada pel practicant de teatre alemany Bertolt Brecht. Porta el sentit d'una combinació de gests físics i d'una "essència" o actitud. És un mitjà pel qual es revela "una actitud o l'aspecte únic dita actitud", en la mesura que és "expressable amb paraules o accions".
Gestus, com a encarnació d'una actitud, té almenys dos significats diferents en el teatre de Brecht: primer, el descobriment o revelació de les motivacions i transaccions que sustenten un intercanvi dramàtic entre els personatges; i segon, la narració "èpica " d'aquest personatge per part de l'actor (ja sigui de manera explícita o implícita).
En el primer sentit, el de l'anatomització del personatge, un Gestus revela un aspecte específic d'un personatge: més que les seves dimensions metafísiques, subconscients o psicològiques, un Gestus fa visibles les relacions socials d' un personatge i la causalitat del seu comportament, tal com s'interpreta des d'una perspectiva materialista històrica. "Cada emoció" quan es tracta sota la rúbrica de Gestus, comenta Elizabeth Wright, "es manifesta com un conjunt de relacions socials". "Perquè és el que passa entre les persones", diu Brecht, "el que els proporciona tot el material que poden discutir, criticar, alterar".
En el segon sentit, l'actitud de l'actor es plasma en actuar com un acte de narració èpica (el 'mostrar' que es 'mostra' en el 'mostrar', en el torn de frase de Brecht), Brecht es refereix a la base "política" des que un actor interpreta el seu paper i el seu lloc dins l'esquema narratiu de la producció en conjunt. "L'elecció del punt de vista també és un element important de l'art de l'actor, i s'ha de decidir fora del teatre", escriu Brecht al seu " A Short Organum ". En aquest sentit de l'aclariment i la plasmació d'una perspectiva interpretativa particular, Gestus es relaciona amb l'altra eina pràctica important de Brecht, el Fabel.
Un Gestus no és un tòpic ni un "segell de goma"; l'actor desenvolupa el gestus d' un personatge mitjançant un procés d'exploració del comportament físic concret i segons un principi de realisme selectiu. El practicant de teatre alemany post-brechtiano Heiner Müller (que va dirigir el Berliner Ensemble de Brecht durant un temps) argumenta que "[reflectir les accions a través de les figures, tant mentalment com emocionalment, també té el caràcter de citació". La citació geste (Gestus) no ha de disminuir la intensitat i l'espontaneïtat de les reaccions. Identificació en els detalls amb estranyament del conjunt."